# Tomáš Mikinič
Tomáš Mikinič (ur. 22 listopada 1992 w Trnawie) – słowacki piłkarz występujący na pozycji prawego pomocnika lub prawoskrzydłowego.  W swojej karierze grał także w takich klubach jak Spartak Trnawa, FK Varnsdorf, ViOn Zlaté Moravce, Šport Podbrezová, ŠKF Sereď, Lokomotíva Zwoleń i  Odrze Opole. Były młodzieżowy reprezentant Słowacji.